# Lirim Kastrati (labdarúgó, 1999. február)
Lirim Kastrati (Mališevo, 1999. február 2. –) jugoszláv születésű koszovói válogatott labdarúgó.

## Pályafutása

### Klubcsapatokban
Kastrati az olasz San Paolo Padova, AS Roma és a Bologna akadémiáin nevelkedett. 2020 júliusában a magyar élvonalbeli Újpest FC csapata igazolta le.
2021. május 3-án a Puskás Arénában a Magyar Kupa döntőjében az ő góljával győzte le az Újpest hosszabbítás után 1–0-ra a MOL Fehérvárt.
2024. január 28-án, 3 és fél év után távozott Újpestről, a lengyel Widzew Łódź csapatába igazolt. A következő szezon végén közös megegyezéssel távozott.

### A válogatottban
2015-ben hat mérkőzésen egy gólt szerzett az albán U17-es válogatottban. Többszörös koszovói utánpótlás-válogatott labdarúgó. 2017-ben mutatkozott be a koszovói felnőtt válogatottban egy Izland elleni Európa-bajnoki selejtezőmérkőzésen.

## Statisztika

### Klubcsapatokban
2024. május 31-én lett frissítve.
| Klub           | Szezon         | Bajnokság     | Bajnokság | Hazai kupa    | Hazai kupa | Ligakupa      | Ligakupa | Nemzetközi kupa | Nemzetközi kupa | Összesen      | Összesen |
| Klub           | Szezon         | Pályára lépés | Gól       | Pályára lépés | Gól        | Pályára lépés | Gól      | Pályára lépés   | Gól             | Pályára lépés | Gól      |
| -------------- | -------------- | ------------- | --------- | ------------- | ---------- | ------------- | -------- | --------------- | --------------- | ------------- | -------- |
| Újpest         | 2020–21        | 23            | 1         | 5             | 1          | –             | –        | 0               | 0               | 28            | 2        |
| Újpest         | 2021–22        | 28            | 1         | 4             | 0          | –             | –        | 0               | 0               | 32            | 1        |
| Újpest         | 2022–23        | 18            | 1         | 1             | 0          | –             | –        | 4               | 0               | 23            | 1        |
| Újpest         | 2023–24        | 13            | 0         | 2             | 0          | –             | –        | 0               | 0               | 15            | 0        |
| Újpest         | Összesen       | 82            | 3         | 12            | 1          | 0             | 0        | 4               | 0               | 98            | 4        |
| Widzew Łódź    | 2023–24        | 5             | 0         | 1             | 0          | –             | –        | –               | –               | 6             | 0        |
| Widzew Łódź    | 2024–25        | 12            | 0         | 2             | 0          | –             | –        | –               | –               | 14            | 0        |
| Widzew Łódź    | Összesen       | 17            | 0         | 3             | 0          | –             | –        | –               | –               | 20            | 0        |
| Teljes karrier | Teljes karrier | 99            | 3         | 15            | 1          | 0             | 0        | 4               | 0               | 118           | 4        |

#### Mérkőzései a koszovói válogatottban
| #  | Dátum              | Ellenfél   | Eredmény | Kiírás              | Esemény |
| -- | ------------------ | ---------- | -------- | ------------------- | ------- |
| 1. | 2017. október 9.   | Izland     | 0 – 2    | Eb-selejtező        | 78'     |
| 2. | 2017. november 13. | Lettország | 4 – 3    | barátságos mérkőzés | 70'     |
| 3. | 2020. január 12.   | Svédország | 0 – 1    | barátságos mérkőzés | 46'     |

## Sikerei, díjai
Újpest FC
- Magyar kupagyőztes: 2021